# DAMAC Towers by Paramount
El DAMAC Towers by Paramount es un complejo de 4 torres; las  torres DAMAC Maison-Paramount Tower 1, 2 y 3 son de uso residencial, y la última torre, la DAMAC Paramount Hotel & Residences, es de uso residencial y hotelero. Las 4 torres tiene la misma altura 268,1 m y 69 plantas. 
El complejo finalizó su construcción en 2018. El complejo es uno más de los muchos que la empresa DAMAC tiene por todo Dubái, como el DAMAC Heights, de 335 m de altura, o el Ocean Heights de 310 m de altura.
Las 4 torres tienen una plaza sobre un podio, que une las torres entre sí, de varios niveles con restaurantes y bares temáticos, instalaciones para eventos, sala de proyección, centros fitness, piscinas, clubes infantiles y una zona comercial basada en productos de la marca Paramount. 

## Galería

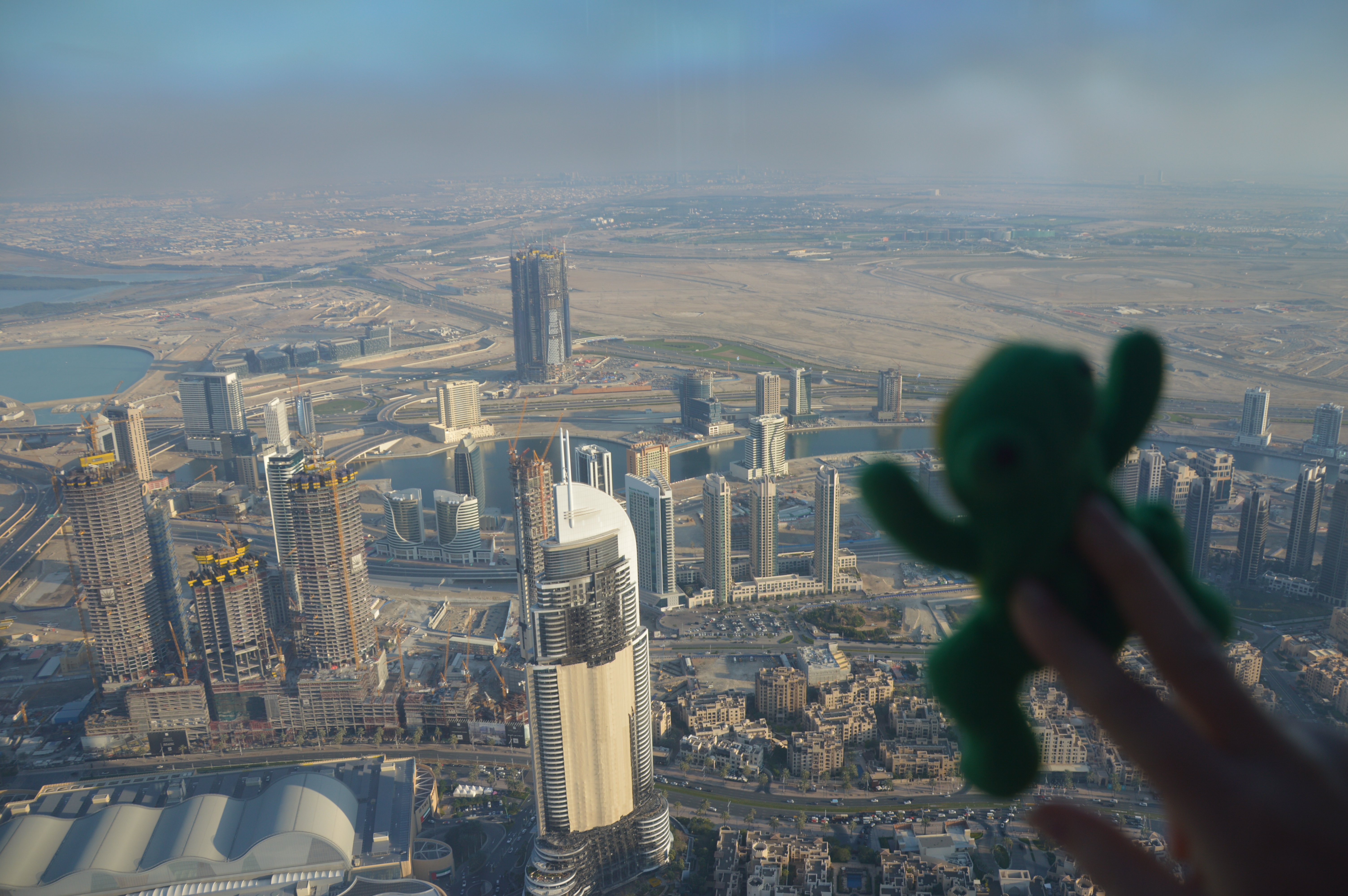
DAMAC Towers by Paramount al fondo el 15 de enero de 2016
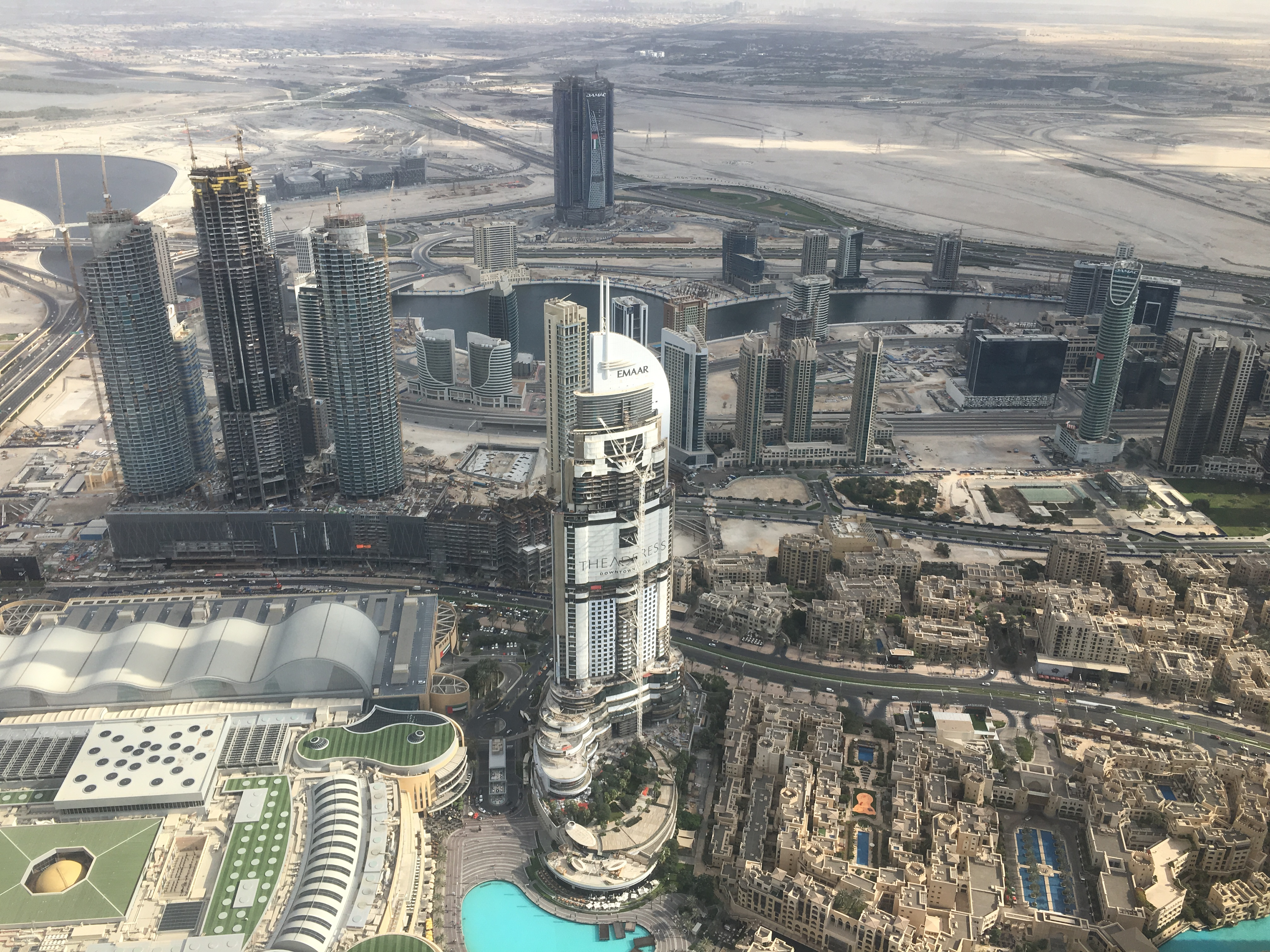
DAMAC Towers by Paramount al fondo el 10 de diciembre de 2016
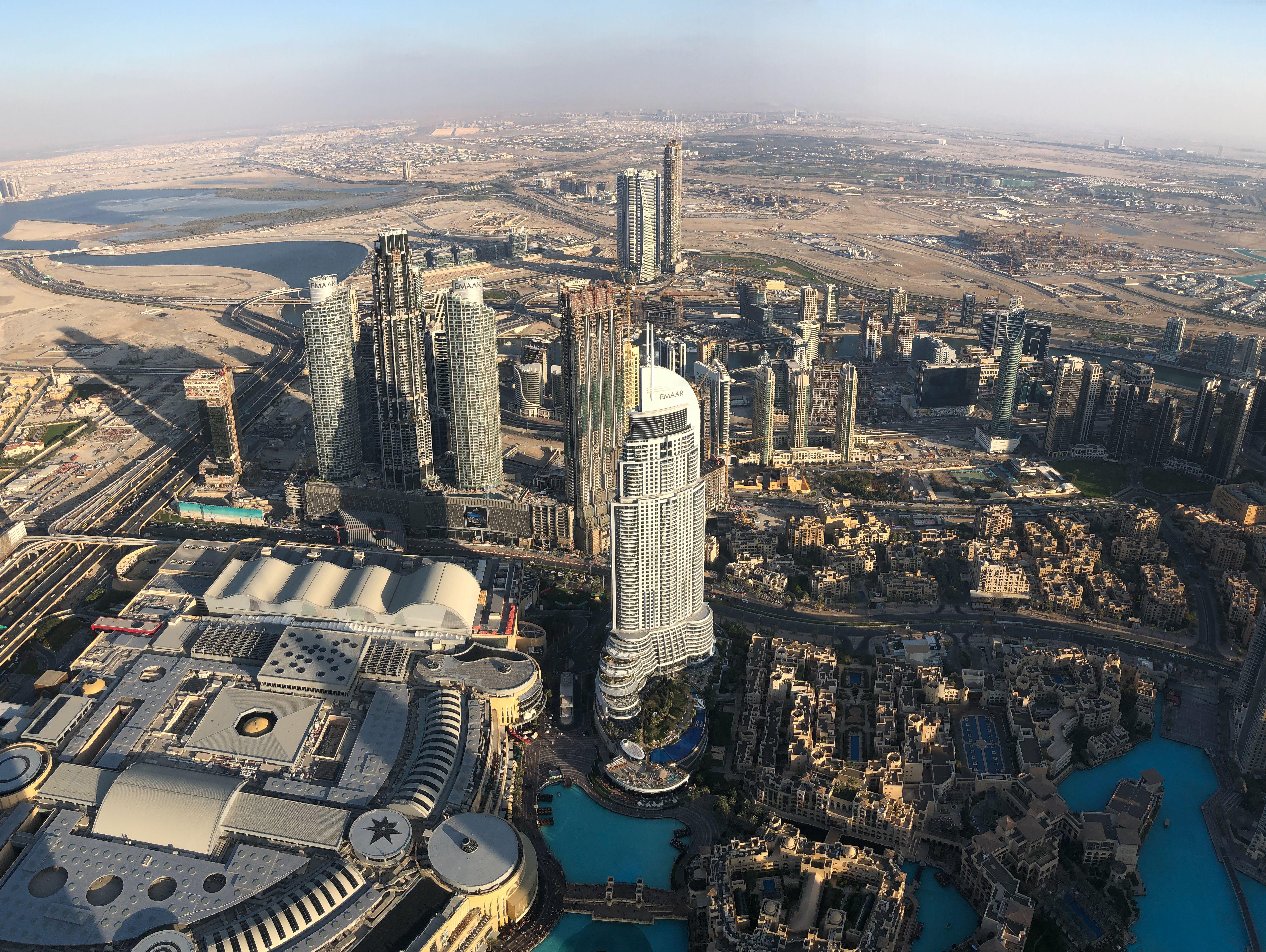
DAMAC Towers by Paramount al fondo el 20 de febrero de 2019